# Пробој групе армија Е кроз источну Босну
Простор источне Босне добио је за немачку војску кључни значај 10. октобра 1944, након прекидања моравске комуникације у Београдској операцији, као једина потенцијална веза Групе армија Е са осталим снагама. Након 7. новембра 1944, са развијањем напада Трећег украјинског фронта Црвене армије северно од Драве, опасност раздвајања и опкољавања се додатно повећала, истовремено доводећи у опасност саму Групу армија Е и лишавајући критични фронт у јужној Мађарској њених ресурса.
НОВЈ је од 17. септембра 1944. чврсто држала Тузлу, али је кључна саобраћајница Сарајево — Вишеград великим делом била ничија земља, са местимичним немачко-усташким посадама изложеним нападима лаких формација НОВЈ. Борба за ову комуникацију почела је 22. октобра нападом НОВЈ на Рогатицу, а пробој претходнице Групе армија Е, борбене групе „Шојерлен”, трајао је од 14. до 21. новембра.
Након овог продора, саобраћајница је била непрекидно угрожена од снага НОВЈ, све до напада главнине ЈВуО са ове саобраћајнице у дубину слободне територије 8. децембра. Од тада, па до средине јануара 1945, ову саобраћајницу су Немци користили слободно, а жариште борби пренело се на њену бочну везу, линију Рогатица — Власеница — Зворник. На овој линији оштре и динамичне борбе вођене су до почетка марта 1945.

## Сукобљене стране, снаге и намере
Након 10. новембра 1944. северно од Драве почео је да се развија напад Трећег украјинског фронта Црвене армије, што је изазвало кризу немачке одбране. Напредовање заједничких снага НОВЈ и Црвене армије у Срему претило је да одсече немачке јединице јужно од Саве. У то време главнина Групе армија Е још се налазила у пробоју кроз Србију и Црну Гору.
Овој групацији наређено је још 18. октобра да се пробије у три паралелна правца на запад и повеже са немачким снагама у НДХ односно Другом оклопном армијом.
"После оперативног пробоја противника с обе стране Дунава у рејон Београда и са овим насталог прекида свих досадашњих позадинских (саобраћајних) веза, настала је за Групу армија „Е“ нужност да промени правац ка северозападу према територији између Јадрана и Саве и да тако отвори нове везе и добије наслон на сопствене снаге на северу Балкана (Команда 2. оклопне армије). Циљ ове наше операције је (да се) од сада цјелокупне снаге Југоистока прикупе на територији западне Хрватске да би се одавде могла повести одбрана југоисточних граница Рајха, и то по могућности офанзивно.
За ово Група армија „Е“ мора за себе да ослободи борбом и држи отвореним следеће правце путева који воде на просторију Мостар - Сарајево:
- Пут А:

Урошевац - Призрен - Кукес - Скадар - Подгорица - Никшић - Требиње - Мостар.
- Пут Б:

Митровица - Нови Пазар - Сјеница - Пријепоље - Вишеград, односно Пријепоље - Пљевља - Горажде - Рогатица - Сарајево.
- Пут Ц:

Краљево - Чачак - Ужице, а одавде као Ц, - Вишеград - Рогатица - Сарајево, а као Ц2 преко Зворника - Тузла - Добој.

Док ће се за путне правце А и Ц изборити команде 21. армијског корпуса, односно корпуса „Милер“, уз распоред сопствених снага по дубини, дотле ће се за отварање путног правца Б употебити специјални штаб 'Шојерлен'. После достизања рејона Вишеграда, штаб 'Шојерлен' има задатак да, у вези са снагама 2. оклопне армије, изгради нову позадинску базу Групе армија „Е“ уз држање отвореним путева који иду према Вишеграду...
Услед тешкоћа и борби приликом извлачења кроз Србију, пробој главнине Групе армија Е кроз источну Босну почео је средином новембра. Према прегледу бројног стања Групе армија Е од 16. новембра 1944, још око 170.000 бораца Групе армија налазило се источно од запречне линије Бока Которска — Никшић — Вишеград — Ваљево. Пред њом су се налазиле снаге главнине Другог ударног корпуса НОВЈ и Трећег ударног корпуса НОВЈ, које су заједно бројале око 20.000 бораца, тако да је Група армија Е имала убедљиву бројчану премоћ. У завршној фази, почев од 15. децембра, испољило се и дејство делова Јужне оперативне групе НОВЈ (око 30.000 људи) која је форсирала Дрину у доњем току, са намером да пресече извлачење немачких снага преко Зворника и Бијељине.
Будући да пробој кроз Херцеговину није успео, на значају је добио централни правац, саобраћајница Вишеград — Сарајево, на коју је била усмерена главнина Групе армија Е. Услед тешких борби током 1944. и одвајања знатног дела снага за операције у Србији, Трећи ударни корпус НОВЈ у том периоду располагао је са свега око 5-6.000 људи под оружјем.
Да би се спријечило бјекство немачких трупа, којима је одсјечена одступница преко Београда, наређујем да на вашем сектору порушите што солидније све комуникације које из Србије воде преко ваше територије ка западу. Са рушењем одмах отпочети и ангажовати и становнике. Ту долазе комуникације:
1. Пут Зворник - Тузла - Добој. Мост у Зворнику треба солидно порушити.
2. Пут од Зворника и Дрињаче - Власеница - Соколац - Романија - Сарајево.
3. Пруга и пут Вишеград - Пале - Сарајево.

За рушење комуникација преко Романије и долином Праче издвојите лако покретне јединице...

Путеве рушити по цијелој дужини и у случају непријатељевог повлачења постављати дубинске отпоре, ради што дужег успоравања непријатеља...
За комуникацију Вишеград — Сарајево била је задужена 27. ударна дивизија, лака али компактна јединица партизанског типа снаге око 2.000 бораца. Однос снага још је додатно погоршан за НОВЈ увођењем главнине ЈВуО у напад почетком децембра.

## Пробој претходнице Групе армија Е
На овом главном правцу 5. СС корпус успео је у променљивим борбама да одбрани гарнизоне Рогатица и Соколац од напада 27. дивизије НОВЈ током тронедељних борби до 12. новембра. Немачка „претходница Шојерлен” (названа по команданту, генералу Шојерлену наступила је 14. новембра са мостобрана Вишеград, са тежњом да се споји са овим гарнизонима, пробије у Сарајево, и отвори ову комуникацију за саобраћај. Она је успела да се пробије до Сарајева 22. новембра, али је комуникација и даље остала изложена бочним ударима 27. дивизије НОВЈ.
Услед тешкоћа на које су Немци наишли у пробоју на главном правцу, били су принуђени да снагама 34. корпуса са Краљевачког мостобрана отворе бочну комуникацију од Ужица преко Љубовије, Зворника и Бијељине према Брчком. 34. армијски корпус почео је извлачење својих делова са Краљевачког мостобрана крајем новембра 1944. 10. децембра његове снаге кренуле су у наступање из Ужица, главном колоном према Љубовији, а помоћном према Ваљеву. Напад према Ваљеву је био демонстративног карактера, са циљем везивања снага НОВЈ и спречавања ометања главне колоне. 13. децембра ова групација спојила се са заштитницама у Зворнику, и убрзаним маршем наставила наступање према Бијељини. На том правцу морала је савладати јак отпор 38. дивизије НОВЈ, а од 15. децембра издржати притисак 17. и 28. дивизије НОВЈ које су се пребацивале преко Дрине. Заштитницу овог корпуса јужно од Зворника разбила је 19. децембра 27. дивизија НОВЈ.
Да би отклонио опасност по комуникацију, помогао пробој 34. армијски корпус преко Зворника и учврстио фронт на Дрини, командант Групе армија Е упутио је 25. новембра 11. ваздухопловну пољску дивизију у напад од Соколца према Власеници и Зворнику. Ова дивизија је међутим због погоршања ситуације на северу морала хитно да се евакуише на Сремски фронт. У том периоду извршени су најуспешнији напади на саобраћајницу, као што је била заседа у Сјемећу 29. новембра.
Напад ЈВуО истим правцем (са основице Соколац — Рогатица према Власеници и Зворнику), који је почео 8. децембра, привукао је на себе све снаге 27, а затим и 38. дивизије НОВЈ, тако да је до половине јануара немачки саобраћај између Вишеграда и Сарајева текао несметано. Јужна групација ЈВуО представљала је препреку нападима делова 29. херцеговачке дивизије на саобраћајницу са југа.
Након што су снаге Трећег ударног корпуса одбиле напад ЈВуО на Тузлу, Михаиловићева групација се повукла на запад, на планину Озрен и према реци Босни. Кад је избила на реку Босну код Маглаја, Михаиловићева групација се укључила у немачку одбрану виталне комуникације Сарајево — Брод. Успоставили су контакт са Штефаном Хедрихом, СС-оберфирером и инспектором у главном штабу СС, командантом СС-области Северозападна Босна. Према сећањима Хедриха, Михаиловићева група му је понудила да се стави под немачку команду, нудила заједничку борбу и тражила муницију:
Једног дана (децембра 1944) појавио се преда мном изненада један четнички генерал са два генералштабна официра (били су активни у српској војсци) и рекао следеће: Кад су Руси упали у Србију, његових 40.000 четника повукло се преко Дрине и стоје на обали Босне 10-20 км од Маглаја. Они су спремни да се ставе под немачку команду и приме моју подршку према истоку, док бих ја требало да им ставим на располагање неопходну пешадијску муницију.

## Даље борбе у источној Босни
Током јануара 1945. правцем одвијало се извлачење 21. немачког корпуса правцем Вишеград — Сарајево. Немачке заштитнице успеле су да одбију напад 2. армије ЈА на Власеницу и одрже широк појас заштите око ове комуникације. Почев од 25. јануара Група армија Е обновила је напад правцем Власеница — Зворник, овај пут користећи 22. дивизију. Ова дивизија је током фебруара 1945. запала у тешку ситуацију у околини Зворника и била принуђена да се под тешким условима извлачи из окружења.
Након Мостарске операције, током марта Група армија Е водила је офанзивне акције за ојачање позиције Сарајева, а затим крајем марта нападне акције за обезбеђење повлачења из Сарајева. Њено присуство у источној Босни окончано је 6. априла 1945. након Сарајевске операције.